# Драшко Бргуљан
Драшко Бргуљан (Есен, Њемачка, 27. децембар 1984) црногорски је ватерполиста који игра за мађарски Орвушегетем и репрезентацију Црне Горе. Припада правој спортској породици. Његов брат Угљеша и брат од стрица Дарко такође су ватерполисти, отац Зоран је бивши фудбалер, а стриц Марио је ватерполо судија.
Драшко Бргуљан је препознатљив као веома брз пливач, чиме омогућава својим екипама да развијају честе контранападе.

## Клупска каријера

### Приморац
Драшко Бргуљан је почео да тренира ватерполо 1994. у которском Приморцу. Први тренер му је био Слободан Мачић. Деби за сениорски тим имао је на седамнаести рођендан, 27. децембра 2001. године, против Канотјерија. До осамостаљења Црне Горе, Приморац није биљежио нарочито значајне резултате, штавише, суочавао се са одливом најбољих играча, попут Јановића или Даниловића.
Прекретницу представља прва сезона црногорске лиге (2006—07), у којој је, мимо очекивања јавности, тријумфовао управо Приморац. Наредне сезоне (2007—08) тај успјех је поновљен, а 2009. је освојена Евролига.
Драшко се још двије сезоне задржао у матичном клубу. У том периоду је освојин Суперкуп Европе (2009) и Куп Црне Горе (2010), а поновљен је и пласман у финале Евролиге (2010). Овога пута, Про Реко је био незаустављив. Ипак, финансијски проблеми са којима се которски тим суочавао, поновни одласци понајбољих играча учинили су немогућим Драшков останак, па је он, након седамнаест година боравка у Приморцу, 2011. прешао у мађарски Вашаш.

### Вашаш
Мађарска лига у предолимпијској сезони традиционално окупља мађарске репрезентативце, али и квалитетне интернационалце, па се Бргуљан у својој премијерној иностраној години обрео у тиму високих амбиција и неспорног квалитета. Освојена је титула првака Мађарске (2011—12). Наредних сезона, трофеји су изостајали, клупска концепција се унеколико промијенила, па је Драшко, као тридесетогодишњак, 2014. прешао у Орвушегетем.

### Орвушегетем
Некадашњи мађарски и европски првак одавно није конкурентан у битним такмичењима. Управа се посљедњих година труди да промијени статус овог клуба и неки резултати су већ видљиви. Орвушегетем је у сезони 2014/15. стигао до финала плеј-офа мађарске лиге.

## Репрезентативна каријера

### Србија и Црна Гора
Бргуљан није играо за најбољи тим Србије и Црне Горе, али је као члан њеног подмлађеног састава, такорећи "Б" екипе, освојио бронзану медаљу на Медитеранским играма у Алмерији 2005. године.

### Црна Гора
Његов репрезентативни статус се промијенио након осамостаљења Црне Горе када је постао стандардни члан црногорске репрезентације. Једино такмичење које је пропустио од 2006. године било је Европско првенство 2010. и то због повреде.

## Трофеји

### Клупски
- Побједник Евролиге са Приморцем (1): 2008/09.
- Побједник Суперкупа Европе са Приморцем (1): 2009/10.
- Првак Црне Горе са Приморцем (2): 2006/07, 2007/08.
- Првак Мађарске са Вашашом (1): 2011/12.
- Побједник Купа Црне Горе са Приморцем (1): 2009/10.

### Репрезентативни
Са црвеним ајкулама је освојио сљедеће медаље:
- сребрну медаљу на Свјетском првенству 2013.
- златну (2008) и сребрну медаљу (2012) на Европском првенству.
- златну (2009), сребрну (2010) и двије бронзане медаље (2013, 2014) у Свјетској лиги.

За мало су му измакле медаље на Олимпијским играма 2008. и 2012. те Европском првенству 2014. када је Црна Гора завршила на четвртом мјесту.